# Ed Powers
Ed Powers, pseudônimo de Mark Arnold Krinsky (Brooklyn, 25 de outubro de 1954) é um produtor, diretor e ator pornográfico norte-americano.
Powers é mais conhecido pela série Dirty Debutantes, com desempenho de estrela feminina que nunca havia gravado cenas pornográficas de masturbação, sexo com atores masculinos e ocasionalmente cenas lésbicas.
Em 2009, Powers apareceu no filme Crank 2: High Voltage.